# Tiroler Steinschaf
Das Tiroler Steinschaf ist eine gefährdete österreichische Hausschafrasse der Steinschafe. Die dem Zaupelschaf nahestehende Schafrasse gilt als die älteste Schafrasse Tirols. Neben dem Tiroler Steinschaf gibt es mit dem Montafoner, dem Krainer und dem Alpinen Steinschaf drei weitere eigenständige Steinschafrassen.

## Aussehen
Das Tiroler Steinschaf ist ein großrahmiges (gewölbtes) Schaf. Die Tiere können eine reinweiße Fellfarbe haben. Außerdem gibt es Varianten mit grauer Fellfarbe sowie schwarzem Kopf und schwarzen Beinen sowie rein schwarze Tiere. Gefleckte Tiere und welche mit rotbrauner Fellfarbe werden nicht für weitere Züchtungen herangezogen. Graue Schafe werden mit schwarzer Fellfarbe geboren und färben erst bis zum zweiten Lebensjahr um.
Schafböcke weisen einen ausgeprägten Ramskopf mit mächtigen, gleichmäßig geschwungenen Schneckenhörnern auf. Das Profil der weiblichen Schafe ist gerades bis leicht geramstes Profil und haben in der Regel keine Hörner oder weisen lediglich einen kleinen Hornansatz auf. Die Ohren sind spitz und waagrecht abstehend. Die Stirn ist bewollt.
Der Rücken ist lang und breit ausgeformt. Die Oberlinie ist straff. Die Hinterhand mit gut ausgebildeten Keulen ist kräftig ausgebildet. Das kräftige und korrekt ausgeformte Fundament hat straffe Fesseln und harte Klauen.
Das Fell des Tiroler Steinschafes besteht aus einer seidig glänzenden Schlichtwolle (Grobwolle) mit langem, gegenüber dem Schlichthaar gröberem Überhaar. Das Unterhaar ist fein.
Tiroler Steinschafe haben ein Gewicht von 75 bis 90 Kilogramm, erwachsene Böcke können mehr als 90 Kilogramm erreichen.

## Geschichte
Das Tiroler Steinschaf zählt zu den traditionellen Schafrassen Tirol. Die Züchtung gehen auf den ursprünglichen Typ des mischwolligen Steinschafs und des ausgestorbenen Zaupelschafes zurück. Auf fast jedem Bauernhof in den gebirgigen Tälern Tirols wurden bis ins 20. Jahrhundert hinein eine meist kleine Herde an Steinschafen gehalten. Durch die Haltung in einzelnen Tälern mit Gemeinschaftsalpen konnten sich eigene Schläge herausbilden, wobei Inzucht keine Seltenheit war. Ab den 1930er Jahren begann in Tirol die Verdrängung der Steinschafrasse, dies wurde vermutlich auch durch die Landwirtschaftsförderungen in der Zeit des Nationalsozialismus beschleunigt. Die weiße Variante des Steinschafes wurde systematisch mit dem norditalienischen Bergamaskerschaf gekreuzt. Aus dieser Kreuzung entstand das Tiroler Bergschaf. Dieses verdrängte, gestützt durch das damalige „Tiroler Tierzuchtgesetz“, das Steinschaf beinahe vollständig. Das Aussterben dieser Rasse konnte durch wenige Idealisten verhindert werden, die Restbestände des Tiroler Steinschafes hielten. Dies ist eventuell auch darauf zurückzuführen, dass diese Rasse für die in früheren Zeiten sehr beliebten Widderkämpfe („Widderstoßen“) genutzt wurde.
Josef Gredler aus Tux setzte sich für die Erhaltung der Steinschafrasse ein und ersuchte bei der Tiroler Landwirtschaftskammer um ein Zuchtprogramm. Dies wurde jedoch nicht genehmigt. Erst die Initiative Franz Fankhausers im Jahr 1972 konnte die Tiroler Landwirtschaftskammer davon überzeugen, ein organisiertes Herdbuch zu beginnen. 1973 wurde der erste Steinschafzuchtverein, der Verein Tux-Hinteres Zillertal gegründet. Der Schafbestand aus Tux, der aufgrund von Inzucht und magerer Winterfütterung kleinwüchsig war, wurde mit anderen Beständen aus anderen Teilen Ost- und Nordtirols zusammengeführt. Reinzucht war das Zuchtziel, das erreicht wurde. Im Zuchtziel wird  neben der Erhaltung der genetischen Vielfalt und der Reinzucht Wert auf gute Anpassungsfähigkeit an die schwierigen Verhältnisse im Hochgebirge, gute Alpeigenschaft sowie ausgezeichnete Trittsicherheit gelegt. Auch die Verbesserung der Fleischleistung bei Erhalt der hohen Fleischqualität ist ein Ziel.

## Verbreitung
Das Tiroler Steinschaf ist im Jahr 2020 in ganz Tirol verbreitet. Hauptzuchtgebiete sind das Tuxer- und Zillertal, Weerberg, in Osttirol, im Ötztal und im Oberinntal, sowie im Gebiet des Brixentales und der Wildschönau. Züchter finden sich auch in Salzburg, Steiermark, Niederösterreich und Oberösterreich, sowie im deutschen Bundesland Bayern.
In Tirol wird das Steinschaf nach dem Tiroler Bergschaf als die zahlenmäßig zweitstärkste Rasse vom Tiroler Schafzuchtverband betreut. Die Züchter sind in 14 Vereinen organisiert.

## Trivia

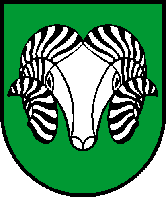
Tiroler Steinschaf als Wappentier der Gemeinde Tux

Das Tiroler Steinschaf ist das Wappentier der Zillertaler Gemeinde Tux. Auf dem Wappen ist ein stilisierter „silberner Widderkopf auf grünem Grund“ zu sehen. Er steht als Symbol für das Ursprüngliche, für Eigenständigkeit, Selbstbehauptung und die Kargheit der Landwirtschaft am Berg.